# Baños de Bande
Los Baños de Bande o Termas de Bande, son unas termas romanas situadas en la comarca de la Baja Limia, a orillas del río Limia y en la cuenca del embalse de las Conchas, en el municipio de Bande, provincia de Orense. La mayor parte del año permanecen sumergidas y solo quedan al descubierto durante los meses más secos del año, cuando desciende el nivel del embalse.

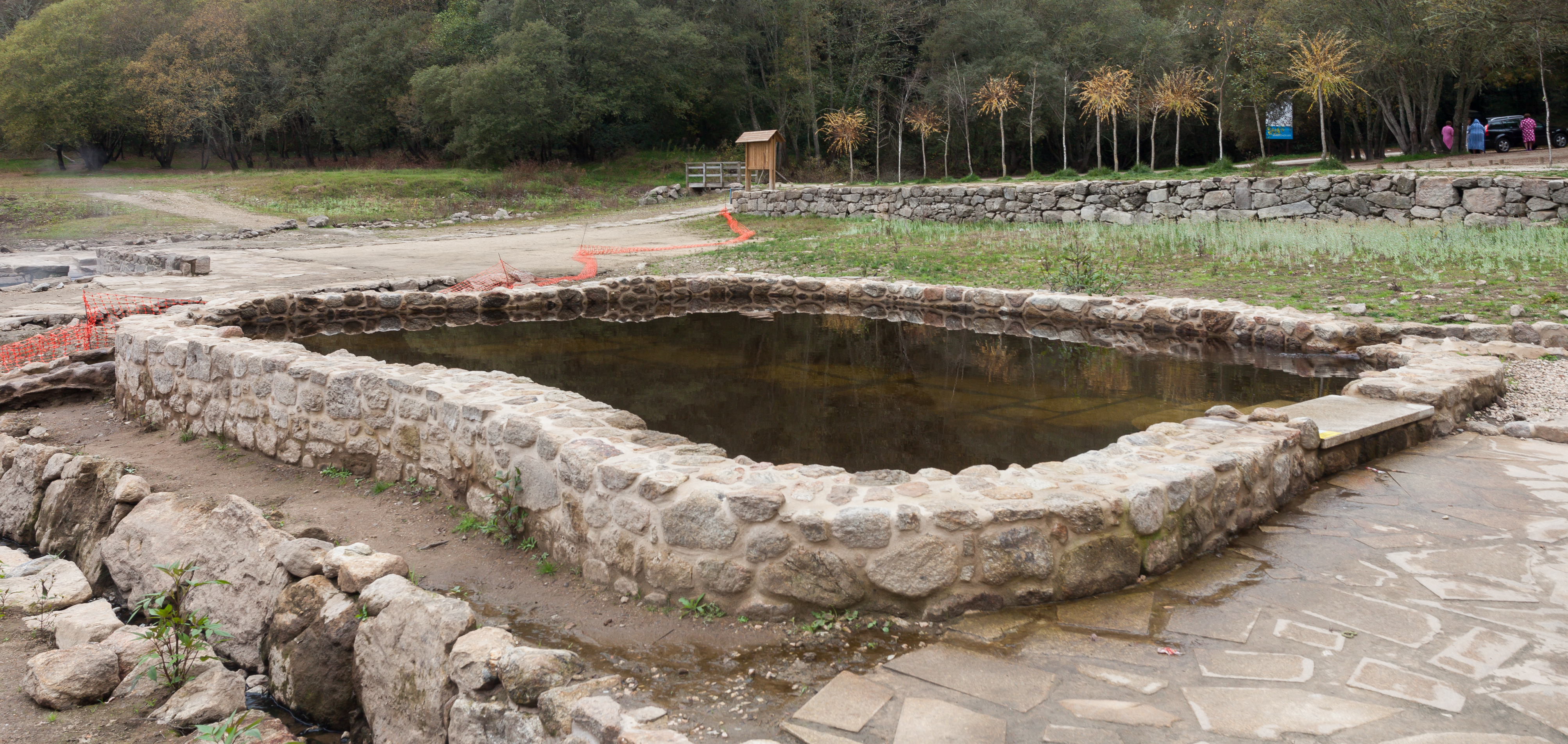
Termas romanas de Bande

Están formadas por un conjunto de piscinas de piedra y bañeras individuales. A unos pocos centenares de metros, caminando por la orilla del embalse, se hallan los restos del campamento romano Aquis Querquennis.
Sus aguas son bicarbonatado-sódicas, fluoradas, litínicas. Hipertermales a 46° con un caudal de 14 l/s. Adecuadas para afecciones dermatológicas, hepato-digestivas, respiratorias y reumatológicas.